# Ногейра-ду-Краву (Оливейра-де-Аземейш)
Ногейра-ду-Краву (порт. Nogueira do Cravo) — район (фрегезия) в Португалии, входит в округ Авейру. Является составной частью муниципалитета Оливейра-де-Аземейш. Находится в составе крупной городской агломерации Большое Авейру. По старому административному делению входил в провинцию Бейра-Литорал. Входит в экономико-статистический субрегион Энтре-Доуру-и-Воуга, который входит в Северный регион. Население составляет 2852 человека. Занимает площадь 6,32 км².